# Прапор Чорноморського (Одеська область)
Пра́пор Чорномо́рського — офіційний геральдичний символ смт Чорноморське Одеської області, затверджений 23 квітня 2003 р. рішенням Чорноморської селищної ради.
Прямокутне полотнище з горизонтальним розташуванням розділених хвилясто смуг: горішньої синьої та нижньої білої (співвідношення ширини смуг 3:1); у центрі синього поля вміщено стилізовану білу фігуру лебедя, що злітає.
Автор — П. В. Бондаренко.